# Choi Dong-hoon
Choi Dong-hoon (최동훈 born February 24, 1971) nascut el 24 de febrer de 1971) és un director de cinema i guionista de Corea del Sud. Es troba com un dels directors amb més èxit que treballa al cinema coreà contemporani, amb les seves cinc primeres pel·lícules esdevenint èxits comercials: The Big Swindle va atreure 2,12 milions d'espectadors, Tazza: The High Rollers amb 6,84 milions, Jeon Woo-chi: The Taoist Wizard amb 6,13 milions, The Thieves amb 12,9 milions i Assassination amb 12.7 milions.

## Carreras
Després de graduar-se a la prestigiosa Acadèmia de les Arts Cinematogràfiques de Corea, Choi Dong-hoon va treballar com a assistent de direcció a Tears d’Im Sang-soo. (posteriorment va aparèixer actuant en cameos en diverses de les pel·lícules d'Im).
Després de treballar al guió durant dos anys, Choi va fer el seu debut com a director de llargmetratges l'any 2004 amb The Big Swindle i va tornar a imaginar en solitari el gènere del thriller de crim i robatori en una cosa única coreana. La següent Tazza: The High Rollers, una pel·lícula de jocs d'atzar adaptada de Huh Young-man i manhwa de Kim Se-yeong, va ser la segona pel·lícula coreana més taquillera de 2006, i el productor i CEO de Sidus FNH Cha Seung-jae van elogiar Choi com "un geni narrador per la seva espectacular capacitat per desenvolupar històries elaborades". Jeon Woo-chi: The Taoist Wizard del 2009 va ser elogiada com la primera pel·lícula de superherois/fantasia coreana, guanyant-se a Choi una reputació com a escriptor i director artísticament innovador i d'èxit comercial.
Va tornar al gènere dels robatoris l'any 2012 amb la pel·lícula de ficció criminal The Thieves, que va atreure gairebé 13 milions d'espectadors en 70 dies per convertir-se en la segona pel·lícula més taquillera de la història del cinema coreà. La protagonista de Tazza i Thieves Kim Hye-soo el va descriure com "un geni que també treballa molt dur. Crec que sap qui és, el tipus exacte de pel·lícules que vol fer i com fer-les."
Choi va fer la seva primera pel·lícula d'època amb Assassination, del 2015, sobre els lluitadors per la llibertat durant el domini colonial del Japó, i va ser una vegada més. un èxit de taquilla, superant la fita dels 10 milions d'entrades en el 70è aniversari de la independència de Corea del Sud.
El 2017, Choi va començar la producció de la seva següent pel·lícula Wiretap, un remake de la pel·lícula de Hong Kong del 2009 Overheard. Tanmateix, la producció es va aturar perquè Kim Woo Bin pogués sotmetre's a tractament per al càncer. A finals de 2019, es va informar del director a treballarà en una pel·lícula de ciència-ficció de dues parts. La primera part titulada Alienoid que descriu una història que es desenvolupa a mesura que s'obre la porta del temps entre Goryeo difunt i l'actualitat, quan apareixen els extraterrestres, es va estrenar el juliol de 2022.

## Filmografia

### Com a director
- A Short Trip (curtmetratge, director; 2000)
- The Big Swindle (director, guionista; 2004)
- Tazza: The High Rollers (director, guionista; 2006)
- Jeon Woo-chi: The Taoist Wizard (director, guionista; 2009)
- The Thieves (director, guionista; 2012)
- Assassination (director, guionista, productor; 2015)
- Alienoid (director, guionista, productor; 2022)
- Alienoid: Return to the Future (director, guionista, productor; 2024)
- Wiretap (director, guionista; TBA)

### Altres
- Tears (director ajudant, cameo; 2000)
- A Good Lawyer's Wife (cameo; 2003)
- Boy Goes to Heaven (guionista; 2005)
- The President's Last Bang (cameo; 2005)
- The Restless (guionista; 2006)

## Premis
| Any  | Premi                                                    | Categoria                                    | Receptors               | Resultat  |
| ---- | -------------------------------------------------------- | -------------------------------------------- | ----------------------- | --------- |
| 2004 | 3rs Premis del Cinema Coreà                              | Millor director novell                       | The Big Swindle         | Guanyador |
| 2004 | 3rs Premis del Cinema Coreà                              | Millor guió                                  | The Big Swindle         | Guanyador |
| 2004 | 25ns Premis de Cinema Drac Blau                          | Millor director novell                       | The Big Swindle         | Guanyador |
| 2004 | 25ns Premis de Cinema Drac Blau                          | Millor guió                                  | The Big Swindle         | Guanyador |
| 2004 | 7ns Director's Cut Awards                                | Millor director novell                       | The Big Swindle         | Guanyador |
| 2004 | 24th Premis de l’Associació Coreana de Crítics de Cinema | Millor director novell                       | The Big Swindle         | Guanyador |
| 2004 | 41ns Grand Bell Awards                                   | Millor director novell                       | The Big Swindle         | Guanyador |
| 2004 | 41ns Grand Bell Awards                                   | Millor guió                                  | The Big Swindle         | Guanyador |
| 2005 | 2005 SBS Gayo Daejeon                                    | Vídeo musical de l'any                       | MV                      | Guanyador |
| 2006 | 14ns Chunsa Film Art Awards                              | Millor pel·lícula                            | Tazza: The High Rollers | Nominat   |
| 2006 | 14ns Chunsa Film Art Awards                              | Millor director                              | Tazza: The High Rollers | Nominat   |
| 2006 | 27ns Blue Dragon Film Awards                             | Millor pel·lícula                            | Tazza: The High Rollers | Nominat   |
| 2006 | 27ns Blue Dragon Film Awards                             | Millor director                              | Tazza: The High Rollers | Nominat   |
| 2007 | 43ns Baeksang Arts Awards                                | Gran Premi (Daesang)                         | Tazza: The High Rollers | Guanyador |
| 2007 | 43ns Baeksang Arts Awards                                | Millor pel·lícula                            | Tazza: The High Rollers | Nominat   |
| 2007 | 43ns Baeksang Arts Awards                                | Millor director                              | Tazza: The High Rollers | Guanyador |
| 2007 | 8ns Festival de Cinema de Newport Beach                  | Millor pel·lícula                            | Tazza: The High Rollers | Guanyador |
| 2007 | 8ns Festival de Cinema de Newport Beach                  | Millor director                              | Tazza: The High Rollers | Guanyador |
| 2007 | 44ns Grand Bell Awards                                   | Millor director                              | Tazza: The High Rollers | Nominat   |
| 2007 | 8ns Premis dels Crítics de Cinema de Busan               | Millor guió                                  | Tazza: The High Rollers | Guanyador |
| 2007 | 6ns Premis del Cinema Coreà                              | Millor pel·lícula                            | Tazza: The High Rollers | Nominat   |
| 2007 | 6ns Premis del Cinema Coreà                              | Millor director                              | Tazza: The High Rollers | Nominat   |
| 2007 | 6ns Premis del Cinema Coreà                              | Millor guió                                  | Tazza: The High Rollers | Guanyador |
| 2012 | 21st Buil Film Awards                                    | Millor director                              | The Thieves             | Nominat   |
| 2012 | 21st Buil Film Awards                                    | Premi del Jurat                              | The Thieves             | Guanyador |
| 2012 | 49th Grand Bell Awards                                   | Millor director                              | The Thieves             | Nominat   |
| 2012 | 33ns Blue Dragon Film Awards                             | Millor pel·lícula                            | The Thieves             | Nominat   |
| 2012 | 33ns Blue Dragon Film Awards                             | Millor director                              | The Thieves             | Nominat   |
| 2012 | 33ns Blue Dragon Film Awards                             | Millor guió                                  | The Thieves             | Nominat   |
| 2012 | 33ns Blue Dragon Film Awards                             | Premi del Públic a la pel·lícula més popular | The Thieves             | Guanyador |
| 2012 | 20ns Korean Culture and Entertainment Awards             | Millor pel·lícula                            | The Thieves             | Guanyador |
| 2013 | 49th Baeksang Arts Awards                                | Millor director                              | The Thieves             | Nominat   |
| 2015 | 24ns Buil Film Awards                                    | Millor pel·lícula                            | Assassination           | Nominat   |
| 2015 | 24ns Buil Film Awards                                    | Millor director                              | Assassination           | Nominat   |
| 2015 | 35ns Premis de l'Associació Coreana de Crítics de Cinema | Millor pel·lícula                            | Assassination           | Nominat   |
| 2015 | 35ns Premis de l'Associació Coreana de Crítics de Cinema | Millor director                              | Assassination           | Nominat   |
| 2015 | 35ns Premis de l'Associació Coreana de Crítics de Cinema | Top 10 Films of the Year                     | Assassination           | Guanyador |
| 2015 | 52ns Grand Bell Awards                                   | Millor pel·lícula                            | Assassination           | Nominat   |
| 2015 | 52ns Grand Bell Awards                                   | Millor director                              | Assassination           | Nominat   |
| 2015 | 52ns Grand Bell Awards                                   | Millor guió                                  | Assassination           | Nominat   |
| 2015 | 36ns Blue Dragon Film Awards                             | Millor pel·lícula                            | Assassination           | Guanyador |
| 2015 | 36ns Blue Dragon Film Awards                             | Millor director                              | Assassination           | Nominat   |
| 2015 | 36ns Blue Dragon Film Awards                             | Millor guió                                  | Assassination           | Nominat   |
| 2016 | 52nd Baeksang Arts Awards                                | Millor pel·lícula                            | Assassination           | Guanyador |
| 2016 | 52nd Baeksang Arts Awards                                | Millor director                              | Assassination           | Nominat   |
| 2016 | 52nd Baeksang Arts Awards                                | Millor guió                                  | Assassination           | Nominat   |
| 2015 | 21ns Chunsa Film Art Awards                              | Millor director                              | Assassination           | Guanyador |
| 2015 | 21ns Chunsa Film Art Awards                              | Millor guió                                  | Assassination           | Nominat   |
| 2015 | 11ns Max Movie Awards                                    | Millor pel·lícula                            | Assassination           | Nominat   |
| 2015 | 11ns Max Movie Awards                                    | Millor director                              | Assassination           | Nominat   |
| 2015 | 11ns Max Movie Awards                                    | Best Poster                                  | Assassination           | Nominat   |